# Plan GOELRO

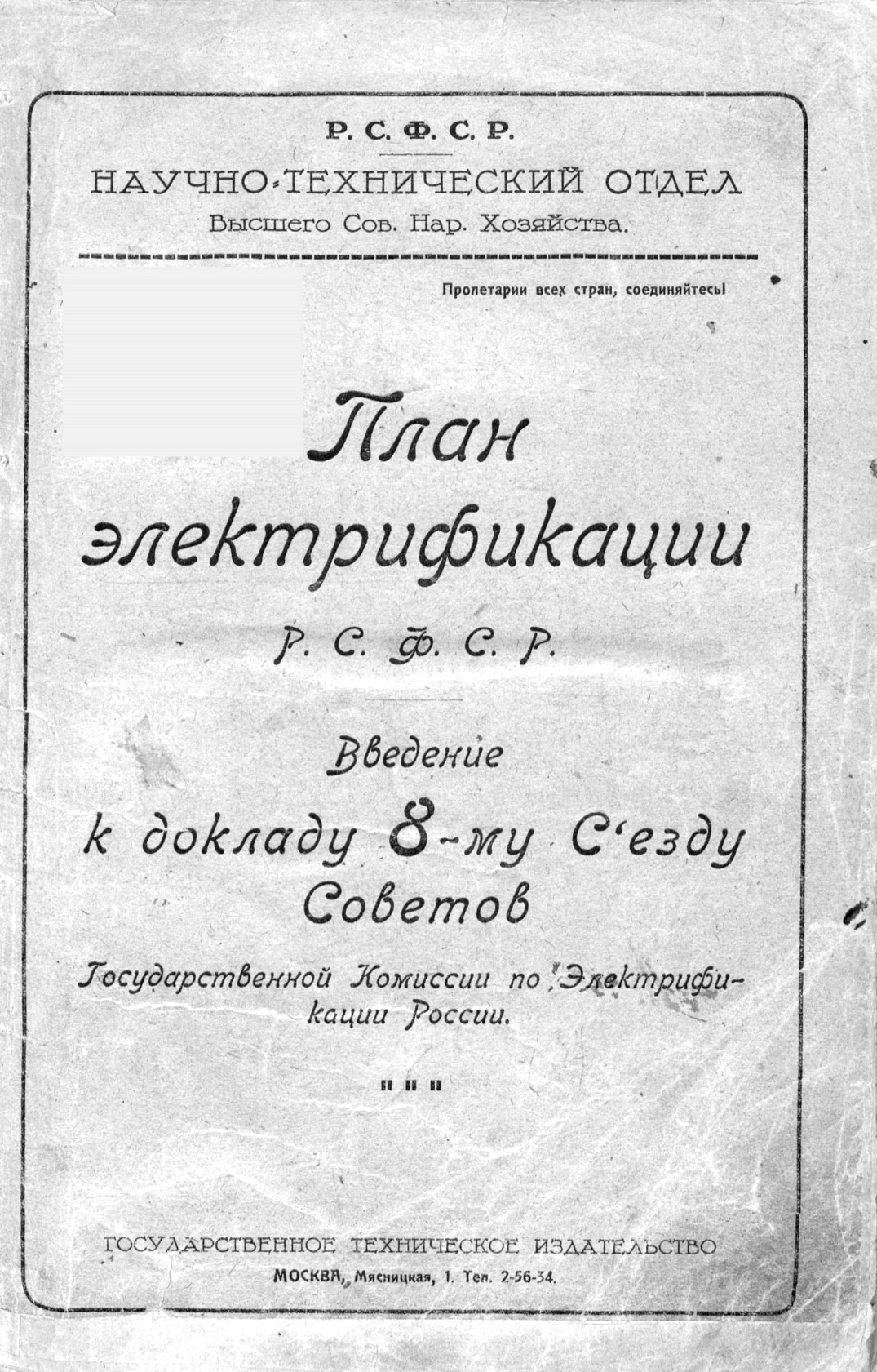
Frontispice du rapport GOELRO (1920).

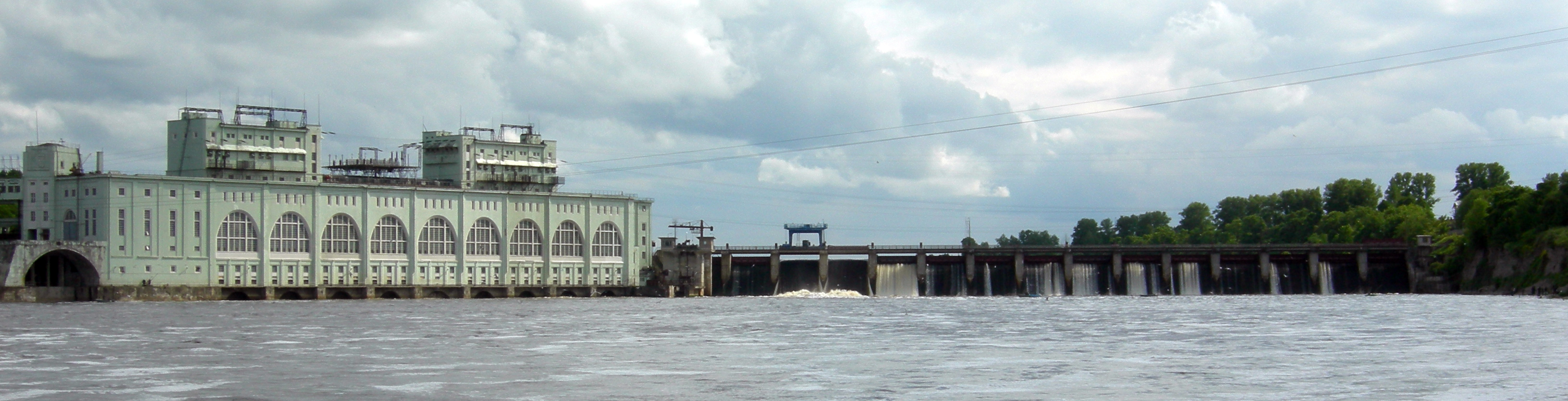
Le barrage de la Volkhov (1927) est l'une des principales réalisations du plan GOELRO.

Le plan GOELRO (en russe: план ГОЭЛРО) est le premier plan de redressement économique des Soviets. Il préfigure la  politique des plans quinquennaux édictée par le Gosplan. GOELRO est une abréviation russe signifiant « Commission d’État pour l’électrification de la Russie » (Государственная комиссия по электрификации России).

## Initiative du plan
Cette commission était lancée et dirigée par Lénine en personne. La foi de Lénine dans l'importance cruciale de l’électrification pour l'instauration du communisme se reflète dans sa célèbre déclaration :

« Le communisme, c'est le gouvernement des Soviets plus l’électrification de tout le pays. »

— Lénine, « Notre situation extérieure et intérieure et les tâches du parti »
La Commission a été mise en place par le Presidium du Conseil suprême de l'économie nationale le 21 février 1920 en application de la résolution du 3 février 1920  du Comité central exécutif pan-russe relative au développement du plan d'électrification. Le directeur de la Commission fut Gleb Krjijanovski. Il impliqua près de 200 savants et ingénieurs, dont Guenrikh Graftio, Karl Krug, Ivan Alexandrov et Mikhaïl Chatelen. À la fin de 1920, la Commission dressa le « Plan d’électrification de la République socialiste fédérative soviétique de Russie » (russe : «План электрификации Р.С.Ф.С.Р»), qui fut approuvé ensuite par le 8e Congrès des Soviets le 22 décembre 1920 et le Conseil des commissaires du peuple (Sovnarkom) le 21 décembre 1921.

## Missions
Le Plan consistait à restructurer entièrement l'économie russe par l’électrification totale du pays. Le but avoué de Lénine n'était rien moins que « ...l’organisation de l’industrie sur la base d'une technologie de pointe, l’électrification qui créera un lien entre ville et campagne, mettra un terme à la division entre ville et campagne, rendra possible l'élévation du niveau d'instruction de la province et la défaite de l'ignorance, de la pauvreté, de la maladie et de la barbarie même dans les régions les plus reculées »  

## Bilan
Le Plan GOELRO fut mis en application en l'espace de 10 à 15 années. Au terme du Plan, le territoire de la République socialiste fédérative soviétique de Russie était divisé en huit régions, auxquelles étaient assignées différentes stratégies de développement selon leurs spécificités : Région économique du Sud, Région économique du Centre, Région économique du Nord, Bassin de l'Oural, Bassin de la Volga, Turkestan, Région du Caucase et de Sibérie de l'Ouest,. Le Plan comportait la construction d'un réseau de 30 centrales électriques régionales, dont dix grandes  usine hydroélectriques, et plusieurs usines électrifiées. Il avait l'ambition de porter la production nationale annuelle d'électricité à 8,8 milliards de kWh, à comparer aux 1,9 milliard de kWh de la Russie Impériale en 1913. Selon la propagande soviétique, ces objectifs auraient été atteints pour l'essentiel dès 1931, ; en réalité, en 1930, seulement trois des dix centrales hydroélectriques promises étaient inaugurées : le Barrage de Volkhov, le Barrage de la Svirn et la Centrale hydroélectrique du Dniepr.
Ivan Alexandrov prit par la suite la direction de la Commission de Régionalisation du Gosplan qui divisa l’Union Soviétique en treize oblasts europeens et huit oblasts asiatiques, dans une perspective plus économique qu'historique.
Le  terme russe de « lampe d'Ilyitch » (лампочка Ильича) pour désigner une ampoule rappelle l'impulsion donnée par Vladimir Ilyitch Lénine à l'ère des Soviets.